# Staffan Sasse
Staffan Sasse eller Stephanus Sasse, var en svensk militär av westfalisk härkomst.
Staffan Sasse var i svensk tjänst redan under Sten Sture den yngres tid, och gjorde sig känd som kapare. Senare var han medhjälpare åt Kristina Gyllenstierna, framför allt i hennes förhandlingar med Hansan, och kom att spela en viss roll under Gustav Vasas befrielsekrig. Sommaren 1521 undsatte han som hövitsman med endast omkring 60 tyska legoknektar den svenska upprorshären vid Rotebro och gjorde under de följande striderna en betydelsefull insats. 1522 deltog han som underamiral i den lybska flottan i dennas blockad av Stockholm och 1526 var han hövitsman i Jöns Olofsson (Lilliesparre)s flota till Kalmarsund. Under de följande åren uppträdde Sasse i Sverige som ett slags lybskt ombud men åtnjöt samtidigt Gustav Vasas förtroende och användes också av denne i en del uppdrag. Han adlades 1524 och blev slottsfogde i Stockholm 1531. Han kunde dock inte alltid undgå kungens misstankar, särskilt inte under Sveriges krig med Hansan. Han levde ännu 1558.
Staffan Sasses gränd i Gamla Stan i Stockholm är uppkallad efter Sasse.